# Halleneuropameisterschaften im Bogenschießen 2017
Die Halleneuropameisterschaften im Bogenschießen 2017 wurden vom 7. bis 12. März in der Centre Omnisports Pierre de Coubertin im französischen Vittel ausgetragen.

## Ergebnisse

### Recurvebogen
| Disziplin         | Gold                                                         | Silber                                                            | Bronze                                                                |
| ----------------- | ------------------------------------------------------------ | ----------------------------------------------------------------- | --------------------------------------------------------------------- |
| Männer Einzel     | David Pasqualucci                                            | Dan Olaru                                                         | Jean-Charles Valladont                                                |
| Frauen Einzel     | Weronika Martschenko                                         | Jewgenija Timofejewa                                              | Angéline Cohendet                                                     |
| Männer Mannschaft | Italien Marco Galiazzo David Pasqualucci Massimiliano Mandia | Frankreich Florent Mulot Jean-Charles Valladont Olivier Tavernier | Russland Galsan Basarschapow Artjom Machnenko Bair Zybekdorschijew    |
| Frauen Mannschaft | Polen Wioleta Myszor Karolina Farasiewicz Natalia Leśniak    | Frankreich Audrey Adiceom Tiffanie Banckaert Angéline Cohendet    | Ukraine Weronika Martschenko Anastassija Pawlowa Lidija Sitschenikowa |

### Compoundbogen
| Disziplin         | Gold                                                  | Silber                                                   | Bronze                                                           |
| ----------------- | ----------------------------------------------------- | -------------------------------------------------------- | ---------------------------------------------------------------- |
| Männer Einzel     | Jacopo Polidori                                       | Mike Schloesser                                          | Stephan Hansen                                                   |
| Frauen Einzel     | Alexandra Sawenkowa                                   | Sarah Prieels                                            | Marcella Tonioli                                                 |
| Männer Mannschaft | Italien Sergio Pagni Jacopo Polidori Michele Nencioni | Niederlande Mike Schloesser Pim Van de Ven Peter Elzinga | Russland Wiktor Kalaschnikow Anton Bulajew Alexander Dambajew    |
| Frauen Mannschaft | Dänemark Tanja Jensen Sarah Sönnichsen Erika Anear    | Italien Laura Longo Irene Franchini Marcella Tonioli     | Russland Natalja Awdejewa Alexandra Sawenkowa Marija Winogradowa |

## Medaillenspiegel
| Platz  | Land        | Gold | Silber | Bronze | Gesamt |
| ------ | ----------- | ---- | ------ | ------ | ------ |
| 1      | Italien     | 4    | 1      | 1      | 6      |
| 2      | Russland    | 1    | 1      | 3      | 5      |
| 3      | Dänemark    | 1    | –      | 1      | 2      |
| 3      | Ukraine     | 1    | –      | 1      | 2      |
| 5      | Polen       | 1    | –      | –      | 1      |
| 6      | Frankreich  | –    | 2      | 2      | 4      |
| 7      | Niederlande | –    | 2      | –      | 2      |
| 8      | Belgien     | –    | 1      | –      | 1      |
| 8      | Moldau      | –    | 1      | –      | 1      |
| Gesamt | Gesamt      | 8    | 8      | 8      | 24     |